# Вулиця Руська (Львів)
Ву́лиця Ру́ська — відома зі середньовіччя вулиця в історичному центрі Львова, яка поєднує площу Ринок з вулицею Підвальною. Попри те, що через її розміри на вулиці до недавнього часу не могли розминутися два трамваї, Руська виконує роль важливої транспортної артерії. 

## Назва

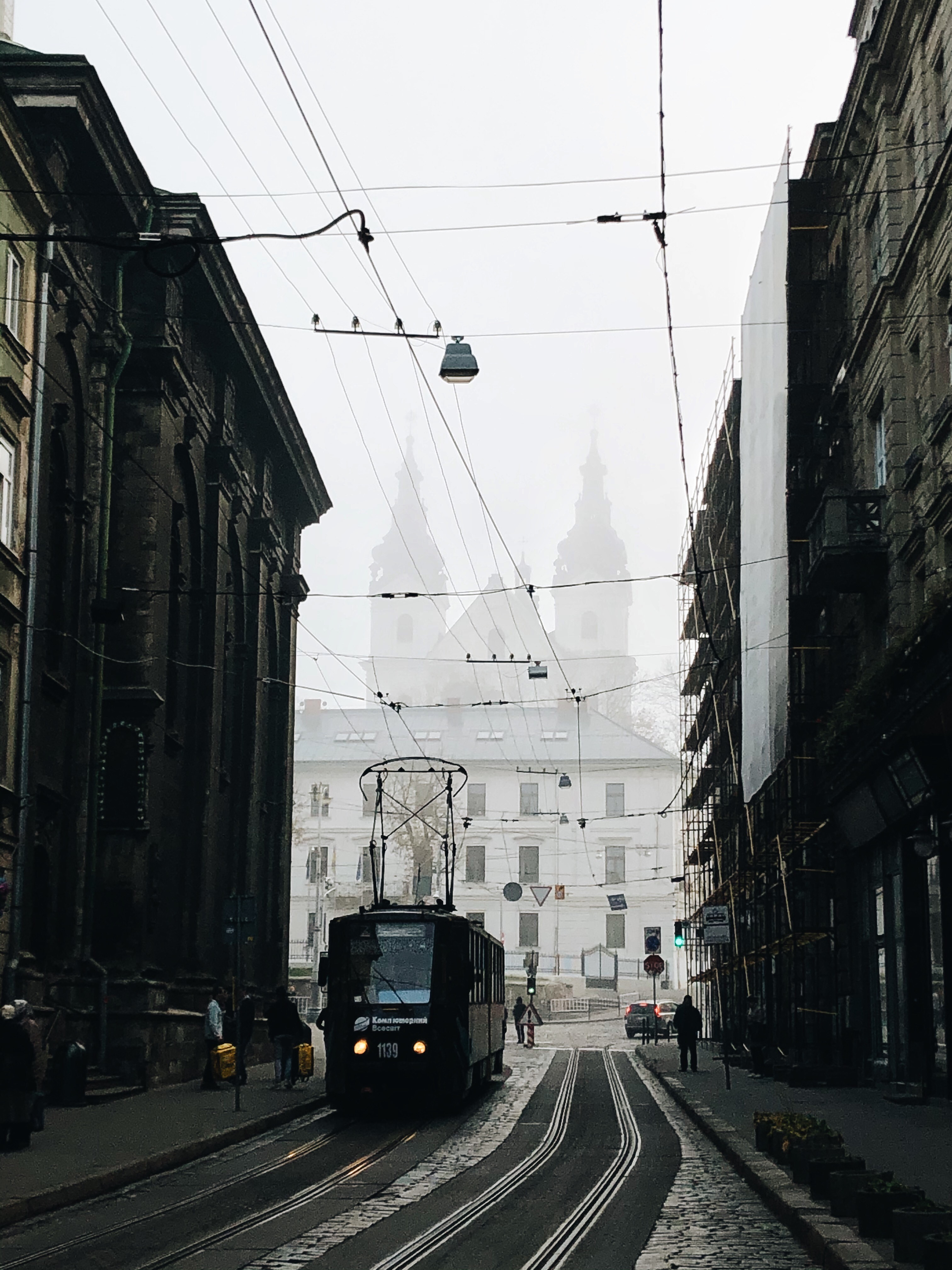
Вулиця Руська. Осінь, 2019 р.

Після другого здобуття Львова польським королем Казимиром III у 1350 році, коли місто було перенесено з княжого граду (сучасна площа Старий Ринок) на місце нинішнє, для трьох основних етнічних груп княжого (руського) Львова (русинів, вірмен та євреїв) було відведено під заселення території у «новому» Львові, переважно у північно-східній частині міста. З часом на тих територіях сформувалися відповідні релігійно-етнічні центри з їхніми головними вулицями: вірменський в районі вулиці Вірменської, руський-православний — вулиця Руська, а також єврейська міська дільниця зі своїм особливим статусом і порядком — в районі сучасних вулиць Староєврейської, частини Федорова, Арсенальської та Братів Рогатинців.
Уперше назву вулиці — Руська — зафіксовано 1472 року. Раніше, з 1414 року це була вулиця Соляників (лат. Salsatorum platea), оскільки її мешканці торгували сіллю з копалень солі у Дрогобичі та Долині. Після того, як остаточно сформувалася руська етно-релігійна громада, вулиця стала називатися Руською (етнонім «українці» почав набувати поширення в русинській (руській) спільноті починаючи з середини XIX століття). Вулиця довший час залишалась у Львові центром українського православ'я та культури, оскільки конфесійна приналежність до початку XX століття у значній мірі означала етнічну приналежність.

## Історія та мешканці вулиці
Характерною рисою руської громади у Львові була відсутність в її складі представників колишньої княжої влади — воєвод, бояр та інших представників феодальної аристократії Червоної Русі. Тому без захисту та підтримки з боку «своєї» аристократії, руське львівське міщанство практично було позбавлено більшості прав, які надавалися магдебурзьким правом міщанам-католикам. І тільки наполеглива боротьба і столітні судові суперечки дозволили врешті руській громаді отримати рівні з усіма іншими права.
У середньовіччі, коли місто перебувало під владою Польщі, Руська була єдиною вулицею, де православним міщанам дозволялося володіти нерухомістю. Вулиця тоді займала простір сучасних Староєврейської, Підвальної та Ставропігійської.
У ті часи Львів забудовувався без плану, стихійно. Документами початку XVI століття зафіксовано випадок, коли будинок мешканця вулиці Руської, Павла Русина, виявився настільки затиснутим сусідніми будинками, що не було можливості пробити вікно на вулицю. Львівське Успенське православне братство, центр діяльності якого знаходився на вулиці Руській, дозволило Павлу зробити вікно на двір церкви з умовою, що вікно замурують по його смерті.

## Споруди і архітектурні пам'ятки
В архітектурі вулиці поєднуються ренесанс, бароко, класицизм та віденська сецесія. Конструкційний стрижень Руської — вежа Корнякта (італійський архітектор Петро Барбон, 1578), який височіє над Успенською церквою (1572—1629) та каплицею Трьох Святителів (1590); силует вежі Корнякта є одним з символів Львова.
1999 року на стіні Успенської церкви встановили меморіальну табличку на честь Петра Могили, церковного та суспільного діяча XVII століття, православного митрополита Київського та Галицького.
№ 1 — у будинку тривалий час функціонувала фірмова крамничка української парової фабрики цукорків і помадок «Фортуна нова» Климентини Авдикович.
№ 2 — один з найстаріших будинків Львова на перетині з вулицею Сербською. У XVI столітті називався «кам'яницею Войнарівською» від прізвища першого власника, львівського райці та бурмистра Георгія Войнара. У другій половині XVII століття тут жив відомий львівський друкар білорусько-литовського походження Михайло Сльозка. За Польщі до 1939 року тут був магазин одягу Пільпель і годинникарська майстерня Амстера, в радянські часи й у перші роки незалежності це був просто житловий будинок. Через його аварійний стан мешканців відселили. Після реставрації у 1998 році, під керівництвом архітектора Миколи Рибенчука, тут відкрив своє відділення Банк «Львів».
№ 3 — у приміщенні в цьому будинку в 1918—1921 роках розташовувався Український Горожанський Комітет; протягом років містилася низка українських громадських організацій, керівництво якими за підтримки польського уряду[джерело?] тимчасово перебрали москвофіли: товариство «Руській сокіл», партія «Русская Селянская організація», видавнича спілка «Друкар», видавництво «Рідна школа», редакція газет «Русскій голос», «Земля і Воля» та книжковий магазин Ставропігійського інституту. Але після першої російської окупації Львова у 1915 році, москвофільський рух почав занепадати, організації розколювались і частину цих установ було ліквідовано.
№ 4 — будинок споруджений у XVI столітті для доктора медицини Домініка Гепнера, 1610 року перейшов у власність вірменського міщанина Вартана І. Агопсича і його нащадків з роду Вартановичів, які залишили напис на старовірменській мові над вікнами будинку. Цей будинок є центральним місцем, де відбуваються події роману Романа Іваничука «Манускрипт з вулиці Руської». У подвір'ї є відреставрована білокам'яна консоль з головою лева, що тримає в пащі гроно винограду. У самому будинку міститься галерея «Гердан».
У глибині подвір'я цього ж будинку від 1995 року працювала кав'ярня «Під Синьою Фляжкою», інтер'єр якої розробив художник Володимир Костирко. Вона названа на честь першої віденської кав'ярні «Під синьою пляшкою», яку відкрив львів'янин Юрій-Франц Кульчицький ще у 1683 році. Юрій Винничук у своїй книзі «Кнайпи Львова» стверджує, що у підвалах кав'ярні до цього часу живе привид, котрий в ніч з суботи на неділю не дає заснути мешканцям будинку, гримаючи порожніми бочками з-під вина. У липні 2023 року культову кав'ярню закрили.
№ 5 — у будинку містилося видавництво «Слово».
№ 6 — колишня кам'яниця Куритовичівська. Реконструйована у 1769 році за проєктом Антона Косинського для власника Костянтина Папари.
№ 8 — колишня кам'яниця Филипковичівська. Мурований з цегли будинок зведений у XVII столітті у ренесансному стилі на пивницях давнішого готичного будинку для львівської міщанської родини Филипковичів. Від прізвища цих власників кам'яниця отримала назву Филипковичівська. Реконструйована у пізньобароковому стилі 1740 року. Під час реконструкції фасад підсилили білокам'яними блоками та прикрасили чотирма барельєфами, які символізують успіх у торгівлі. З кінця XVIII століття кам'яниця належала міському райцю Георгію Коцію.
1859 року тодішній власник Шмає Мінцелєс звів одноповерхову офіцину зі складськими приміщеннями (проєкт будівничого Йозефа Мюеля), а 1878 року прибудував до неї кухню. 1884 року його спадкоємці продали кам'яницю Юзефу Барщевському. 1887 року новий власник провів певні реконструкційні роботи у чільній кам'яниці, зокрема, замінено покриття даху. Будівничий Ігнатій Віняж 1897 року провів надбудови східної та зведення південної офіцин, тоді ж відгородили частину широкої входової брами-сіней, де влаштували крамниці, у тильній світлиці — сторожку. 1905 року на замовлення власника будинку Генрика Оберфаґера проведено адаптацію туалетів у західній чотириповерховій офіцині, з'єднаній з чільною кам'яницею балконами-галереями (за проєктом архітектора Генрика Сальвера).
На замовлення власника складу та робітні церковних предметів Владислава Устинського відомий сницар Євстахій Щуплакевич виготовив вітрину. 1938 року проведена реставрація трьох білокам'яних порталів на чільному фасаді кам'яниці (архітектор Ян Графф). Постановою Ради Міністрів УРСР № 970 від 23 серпня 1963 року кам'яниця була внесена до національного Реєстру пам'яток архітектури і містобудування під охоронним № 331.
У 1989 році в будинку працювала редакція львівської самвидавної газети «Поступ» під редакцією Олександра Кривенка. 1992 року ТзОВ «Лев» в двох приміщеннях на партері влаштувало крамниці жіночої білизни та сувенірів, а ТзОВ «На Руській» — кафе «Корчма» (нинішній магазин-кафе «Наливки Львова»).
Колись між будинками № 8 і 10 на вулицю Руську виходив прохід (сучасна вул. Івана Федорова) з середньовічної єврейської дільниці, яка було оточена з усіх сторін стінами, а так звана «Жидівська брамка», на ніч зачинялися з обох боків з метою запобігання небажаних конфліктів.
№ 16 — будинок споруджений у 1907—1908 роках для Казимири Зарицької. Фасад стилізований під автентичні львівські споруди XVI–XVII століть. Архітектори Артур Шлеєн і Л. Граф. Скульптурну орнаментику з діамантовим рустом, розетами, виноградними гронами виконав Петро Гарасимович. Консультантом при проєктуванні виступив мистецтвознавець Александер Чоловський.
Українські видавництва розташовувалися у той час у будинку № 18, де діяли видавничі спілки «Червона калина» та кооператив «Українське Народне Мистецтво», редакції газет «Новий час», «Літературно-науковий вісник», «Нова хата», «Неділя», «Наш Лемко» (1934—1939). Будинок споруджений за проєктом архітектора Тадеуша Мостовського у 1912 році.
№ 20 — будинок збудований для української кредитної спілки «Дністер» на місці колишнього палацу Руських митрополитів, придбаним єпископом Йосифом Шумлянським. Одним з його попередніх власників був купець-грек Киріяк Ізарович.
На будівлі встановлено меморіальні таблички: на згадку про перший виступ тут у 1909 році відомого українського режисера та актора Леся Курбаса, на честь засновника українського військово-спортивного товариства «Сокіл-Батько» та кредитної спілки «Дністер» Василя Нагірного, та табличка на честь самого товариства «Сокіл-Батько».
У будівлі сучасної 1-ї міської поліклініки у 1920—1930-х роках мешкали українські політики Кость Левицький (перший та єдиний президент Західно-Української республіки) та Осип Назарук. Тут також працювала одна з крамниць парової фабрики цукерків і помадок «Фортуна Нова» Клементини Авдикович.
У 2006 вулиця була реконструйована. Трамваї отримали можливість рухатися різними коліями, під рейки була покладена звукопоглинальна бетонна подушка, був розширений тротуар біля Успенської церкви.

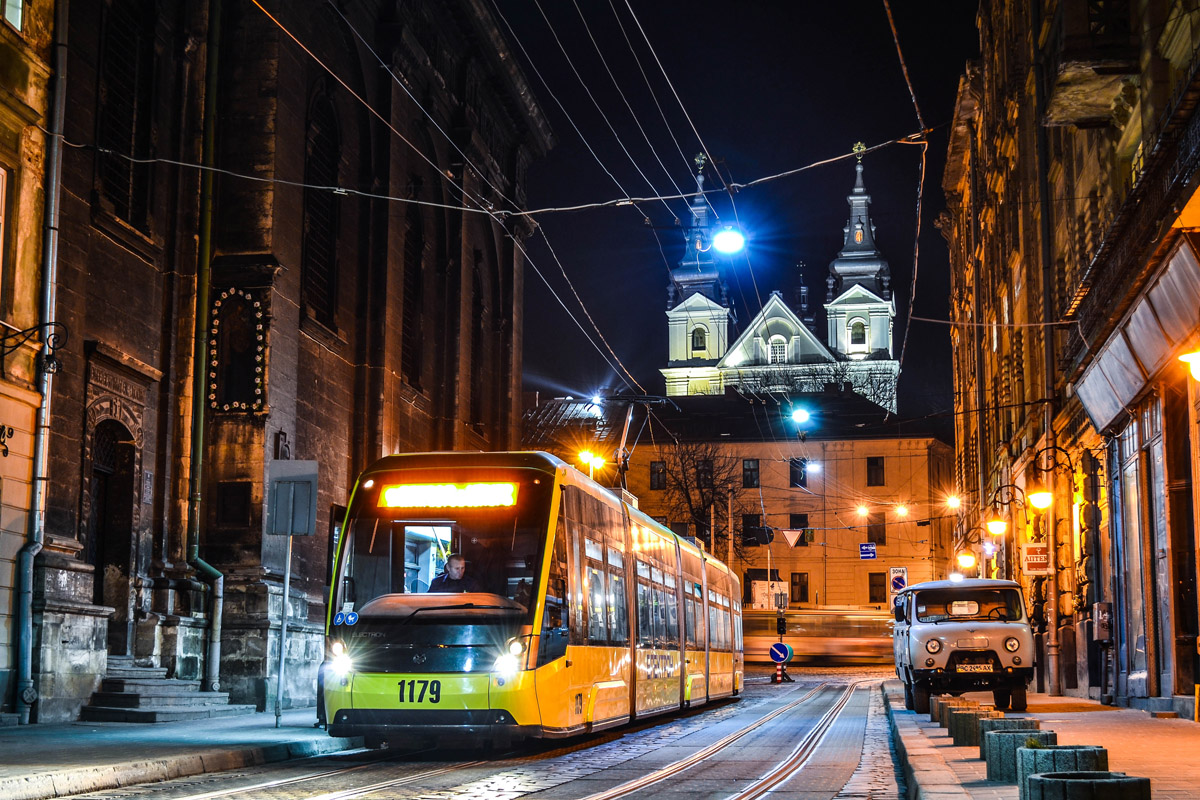
Трамвайна зупинка «вул. Руська»
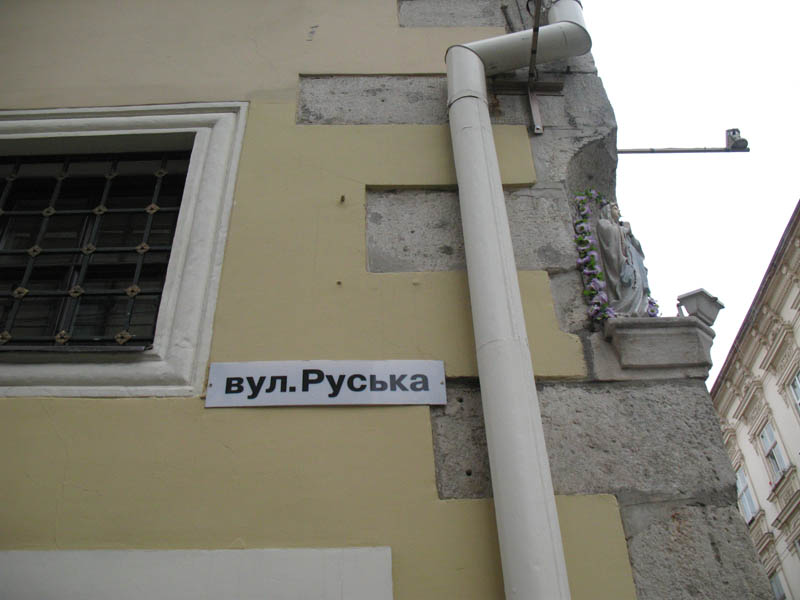
Табличка з назвою вулиці на наріжному будинку з вулицею Сербською
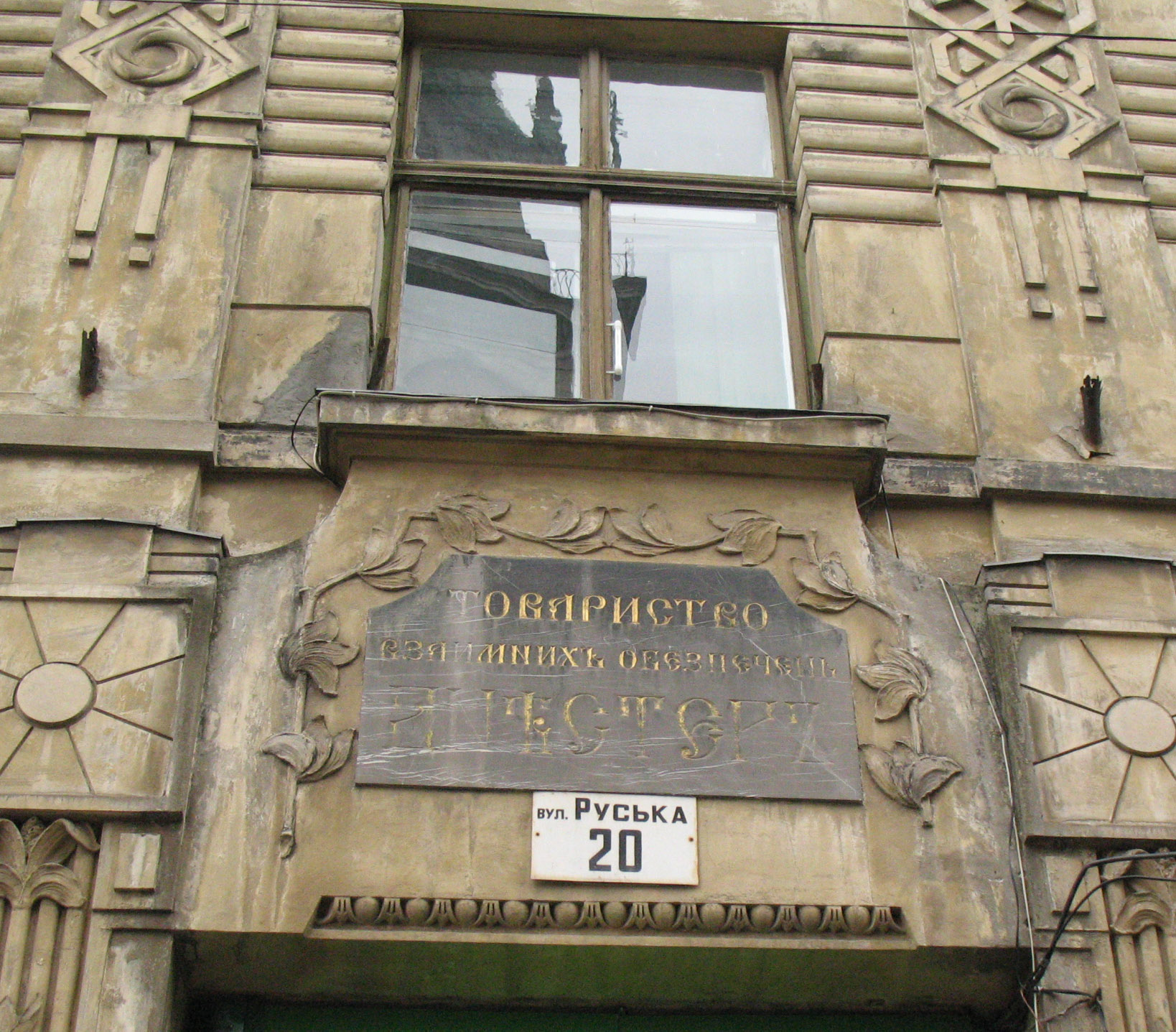
Вивіска на будинку кооперативного банку «Дністер»
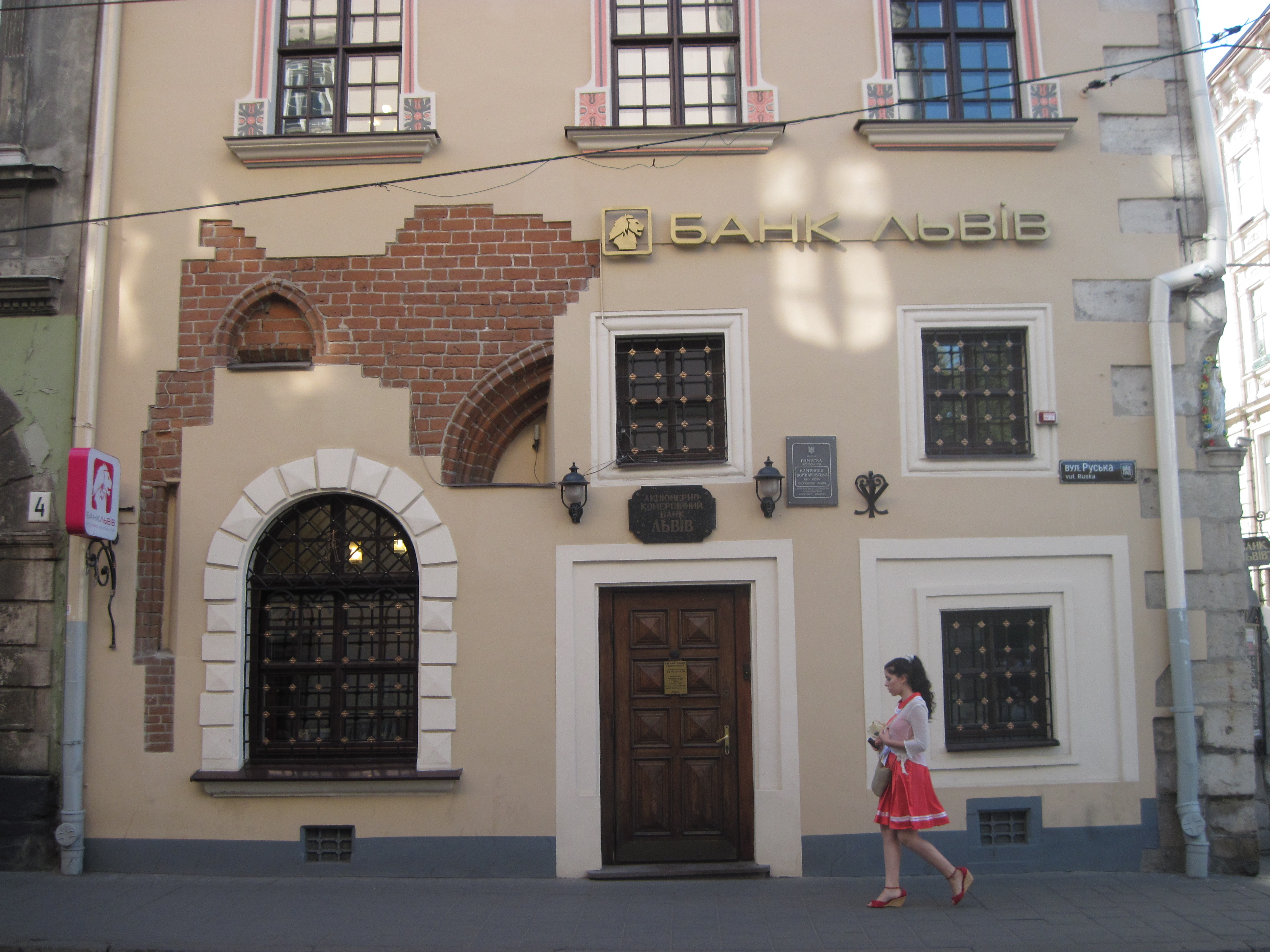
Зондаж на будівлі банку «Львів»